# Серёгин, Пётр Алексеевич
Пётр Алексе́евич Серёгин (7 июля 1945, Речица, Гомельская область — 9 февраля 2020, Владимир ) — советский и российский ботаник, владимирский краевед, специалист в области геоботаники (хвойно-широколиственные леса) и охраны природы, один из пионеров природоохранной деятельности во Владимирской области, кандидат биологических наук, с 1984 по 2001 год — заведующий кафедрой ботаники Владимирского государственного педагогического института (позднее — университета).

## Биография и научная деятельность[1]
П. А. Серёгин родился в городе Речица Гомельской области (Белорусская ССР) в семье военнослужащего эвакогоспиталя 1888, начавшего боевой путь в городе Владимире в 1941 году. С 1948 года Серёгин постоянно проживал во Владимире.
В 1962 году Серёгин окончил среднюю школу № 23, после чего работал геодезистом в областном отделе изысканий. C 1963 по 1968 гг. — студент биолого-химического факультета Владимирского государственного педагогического института имени П. И. Лебедева-Полянского (ныне — Владимирский государственный гуманитарный университет). В студенческие годы его привлёк к своим исследованиям известный отечественный ботаник, профессор, доктор биологических наук Павел Дионисьевич Ярошенко (1906—1978), работавший в то время во Владимире. Серёгин выполнил дипломную работу на тему «Флора и растительность поймы Клязьмы в окрестностях Владимира».
По окончании института Серёгин поступил в аспирантуру на кафедру ботаники к профессору П. Д. Ярошенко для подготовки кандидатской диссертации по смене лесных сообществ во Владимирской области на основе микрофитоценотического метода. Во время обучения в аспирантуре (1968—1971 гг.) он обследовал большинство районов области, где изучал взаимоотношения Picea abies (L.) Karst., Pinus sylvestris L. и широколиственных пород (Quercus robur L. и др.). Эти исследования проводились при работе геоботанических экспедиций с участием аспирантов и студентов факультета с целью изучения растительности и флоры Владимирской области. В дальнейшем, по материалам этих экспедиций учениками П. Д. Ярошенко были опубликованы ряд статей и защищены несколько кандидатских диссертаций: С. В. Лысенко (1970), Р. Е. Сушиной (Азбукиной) (1970), М. П. Шиловым (1971), Э. А. Юровой (1971), П. А. Серёгиным (1972) и др.
12 декабря 1972 г. на диссертационном совете в Институте экспериментальной ботаники АН БССР Серёгиным была успешно защищена диссертация на соискание ученой степени кандидата биологических наук «Смены лесных сообществ Владимирской области». Официальными оппонентами на защите были профессор, доктор географических наук О. Е. Агаханянц и доцент, к. б. н. Н. М. Сахарова. Используя общепринятые и некоторые оригинальные методики, Серёгин убедительно разобрал вопрос о взаимоотношении ели и сосны при их совместном произрастании. Им было доказано, что ель в силу своих фитоценотических свойств способна повсеместно вытеснять сосну, кроме самых сухих местообитаний. Преобладание же во Владимирской области сосновых лесов объясняется антропогенными пожарами, в результате которых страдает ель, в то время как сосна им успешно противостоит.
Коллективом авторов под руководством профессора П. Д. Ярошенко в 1971 и 1975 гг. были опубликованы два выпуска «Путеводителя ботанических экскурсий по Владимирской области», ставшие, в первую очередь, руководствами для учителей и студентов. Серёгиным были описаны экскурсии по шести административным районам области (Киржачскому, Александровскому, Кольчугинскому, Камешковскому, Судогодскому и Селивановскому).
В 1970-е годы Серёгин включился в работу владимирского отделения общества «Знание» и долгие годы являлся ведущим лектором отделения по вопросам охраны природы. Лекции общества читались различным по подготовке слушателям на заводах и фабриках, в колхозах и школах. Они сочетали в себе сведения из литературы и собственные наблюдения Серёгина. За активное участие в пропаганде знаний по охране окружающей среды и рациональному природопользованию в рамках общества «Знание» Серёгин был награждён почётной грамотой Министерства народного образования РСФСР.
Серёгин — один из пионеров развернувшейся в области в 1960—1970-е годы интенсивной природоохранной деятельности. При его непосредственном участии были взяты под охрану редкие и уязвимые виды флоры и фауны, создаются памятники природы и заказники. Это было крайне важно для небольшой территории индустриально и аграрно освоенной Владимирской области, на территории которой с момента её создания в 1944 году не существовало ни одного заповедника. Позднее Серёгин в разное время был членом президиума Владимирского отделения Всероссийского общества охраны природы, членом коллегии Владимирского областного комитета охраны природы, членом правления Владимирского областного экологического фонда.
Летом 1984 года Серёгин возглавил кафедру ботаники Владимирского педагогического института. В 1980-е годы кафедрой под его руководством были подготовлены учебные и методические пособия по всем дисциплинам учебного плана. По авторским программам Серёгина написаны пособия по систематике растений, геоботанике, экологии, геологии. В 2001 году по состоянию здоровья он ушёл с поста заведующего.
В 1988 году был избран в депутаты городского совета народных депутатов Владимира от экологической организации «Зелёное движение». В горсовете Серёгин был председателем комиссии по экологии города. В этот период совместно с М. П. Шиловым (Ивановский государственный университет) было проведено детальное обследование природных объектов города (зелёные насаждения, водоёмы, родники). Планировалось издание книги «Природа города Владимира», но из-за финансовых проблем эта идея не была воплощена в жизнь. Позднее часть рукописи была опубликована в качестве серии статей.
Во время работы в университете Серёгин читал ряд основополагающих курсов и спецкурсов: ботаника (систематика растений), геология, землеведение, геоботаника, основы лесоведения, ботаническая география, растительный мир Владимирской области. В 1982—1984 и 1993—1995 годах Серёгин исполнял обязанности заместителя декана факультета по учебной работе.
Как преподаватель педагогического вуза Серёгин держал постоянную связь со школами. Ещё в 1976 году в соавторстве с В. Е. Михлиным он выпустил книгу «Биологические экскурсии в школе». В дальнейшем он принимал активное участие в подготовке и проведении областных и зональных олимпиад школьников по биологии и экологии, городских и областных экологических слётов и конференций в качестве председателя и члена жюри.
Серёгиным в составе коллектива авторов подготовлено несколько изданий учебного пособия по школьному курсу «География Владимирской области» и различных учебных материалов к ним. Им были написаны разделы по растительному покрову и природному районированию Владимирской области, по охране природы.
Впервые оригинальная схема геоботанического районирования Владимирской области была опубликована Серёгиным в 1974 году в сборнике тезисов IV Всесоюзного совещания по классификации растительности. Он выделил 7 районов (Северо-Западный, Владимирское Ополье, Западный, Нерльско-Клязьминское междуречье, Северо-Восточный, Мещёрская низменность, Ковровско-Касимовское плато), но в связи с тем, что «отличия растительности намеченных районов неодинаковы по рангу таксономических единиц», Серёгин впоследствии отказался от применения термина «геоботаническое районирование» для разработанной им схемы. Позднее переработанное и более детальное физико-географическое (природное) районирование области, сопровождавшееся картосхемой, было опубликовано Серёгиным в 1994 году в «Экологическом вестнике Владимирской области». Отдельно рассматривая пойменные ландшафты, на плакорах автор выделил 6 округов и 12 районов:
- 1. Округ Мещёра:
  - а) Левобережная Подмосковная Мещёра;
  - б) Центральная Приозёрная Мещёра;
  - в) Судогодское Высокоречье;
  - г) Гусевско-Колпинское междуречье.

- 2. Округ Ковровско-Касимовское плато:
  - а) Окско-Цнинский вал;
  - б) Муромская Предокская равнина;
  - в) Нижнеокская древнеаллювиальная низина.

- 3. Округ Ополье.

- 4. Принерлинский округ:
  - а) Заборский район;
  - б) Нерльско-Уводьский район.

- 5. Округ Фролищева низина, или Лухское полесье.

- 6. Округ Клинско-Дмитровская гряда.

С начала 1980-х годов в связи с обширной педагогической и общественной деятельностью, заведованием кафедрой, воспитанием подрастающих детей (дочери Татьяна и Екатерина, сын Алексей, также ставший ботаником) Серёгин отошёл от активной публикации научных материалов. Накопленные в 1980—1990-е годы сведения ему удалось публиковать позже. Решением редакционной коллегии имя Серёгина включено в биобиблиографический словарь «Владимирская энциклопедия» (2002).
До лета 2008 года Серёгин являлся доцентом кафедры ботаники естественно-географического факультета Владимирского государственного педагогического университета. Он автор почти 100 научных публикаций.

## Научные труды[2]

### 1970-е
1970.
- О применении микроценотических методов при изучении смен лесных сообществ // Мозаичность растительных сообществ и её динамика: (Докл. на симп.). Владимир. С. 295—305.

1971.
- Возобновление ели европейской в различных микрофитоценозах еловых и сосновых лесов // Биологическая продуктивность ельников: Материалы I Всесоюзн. совещ. PICEA (с 26 по 29 янв. 1971 г.) / Ред. Т. Фрей. Тарту. С. 183—188.
- Материалы к изучению смен лесных сообществ Владимирской области. К вопросу о взаимоотношениях сосны и ели // Уч. зап. Сер. «Ботаника». Вып. 2. Владимир. С. 32-53.
- О характере зеленомошных боров Мещеры // Материалы по флоре и растительности Окско-Клязьминского междуречья: Итоги совещ., проведенного 1-2 февр. 1971 г. секцией ботаники МОИП совместно с Бот. садом МГУ. М. С. 26-28.
- Путеводитель ботанических экскурсий по Владимирской области: Пособие для учителей и студентов / Под общ. ред. П. Д. Ярошенко. Владимир. 168 с. (Совместно с П. Д. Ярошенко и др.)
- Связь возобновления с горизонтальной структурой лесных сообществ в восточной части Клинско-Дмитровской гряды // Состояние возобновления и пути формирования молодняков на концентрированных вырубках в условиях Северо-Запада европейской части СССР. Архангельск. С. 92-93.

1972.
- Смены лесных сообществ Владимирской области: Атореф. дисс… канд. биол. наук. Минск. 26 с.

1973.
- О динамическом аспекте в лесной типологии // Второе всесоюзное совещание по лесной типологии. Красноярск, сент. 1973 г.: Тез. докл. Красноярск. С. 148—149. (Совместно с П. Д. Ярошенко.)
- О сукцессионной динамике некоторых лесных сообществ Мещеры // Материалы Второго совещ. по флоре и растительности Окско-Клязьминского междуречья. М. С. 49-52.

1974.
- Геоботаническое районирование Владимирской области и принципы выделения её районов // IV Всесоюзн. совещ. по классификации растительности (соотношение таксономических единиц классификации растительности и единиц геоботанического районирования): Тез. докл. 15-18 окт. 1974 г. Львов. С. 55-56.

1975.
- Путеводитель ботанических экскурсий по Владимирской области: Пособие для учителей и студентов / Под общ. ред. П. Д. Ярошенко. Владимир. 126 с. (Совместно с Р. Е. Сушиной и др.)

1976.
- Биологические экскурсии в школе: Пособие для учителя. Ч. 1 / Под ред. И. В. Измайлова. Владимир. 103 с. (Совместно с В. Е. Михлиным.)

1977.
- Некоторые вопросы маршрутного изучения горизонтальной структуры лесных сообществ // Структура и динамика растительного покрова: Материалы конф. М. С. 61-63.
- О планировании курса «Систематика растений» по новому учебному плану // Совершенствование руководства учебным процессом на заочных отделениях по биологическим и химическим дисциплинам: Сб. материалов III зонального совещ. по вопросам высш. заоч. пед. образования. М. С. 38-40. (Совместно с Р. Е. Сушиной.)
- Охрана ботанических объектов во Владимирской области // Актуальные вопросы современной ботаники. Киев. С. 179—181.
- Парки и лесопарки Владимирской области // Актуальные проблемы охраны природы (Ботанический вып.): Межвуз. сб. Иваново. С. 56-58.

### 1980-е
1980.
- О выделении микрофитоценозов в лесных сообществах при маршрутных исследованиях // Биологические основы повышения продуктивности и охраны растительных сообществ Поволжья: Межвуз. сб. Горький. С. 11-20.

1981.
- Место ели в эколого-топографических и сукцессионных связях лесных фитоценозов Владимирской области // Биологические основы повышения продуктивности и охраны растительных сообществ Поволжья: Межвуз. сб. Горький. С. 14-18.

1983.
- Взаимоотношение древесных пород в елово-широколиственных лесах Владимирской области // Изучение, охрана и рациональное использование растительного покрова Нечерноземья: Межвуз. сб. Владимир. С. 54-81.
- Некоторые итоги изучения растительного покрова Владимирской области // Там же. С. 3-26. (Совместно с Р. Е. Азбукиной, А. Ф. Скрипченко.)
- Методические указания к изучению некоторых разделов геоботаники и экологии (в помощь студентам пединститутов). Владимир. 24 с. (Совместно с Р. Е. Азбукиной.)

1984.
- Состояние природной флоры Владимирской области и основные направления её изучения и охраны // Состояние и перспективы исследования флоры средней полосы европейской части СССР: Материалы совещ. Дек. 1983 г. М. С. 35-36.
- Учебно-полевая практика по ботанике на I и II курсах и учебно-исследовательская работа студентов (УИРС) // Методические рекомендации. (Учебная практика на I и II курсах биофака). Владимир. С. 3-18. (Совместно с Р. Е. Азбукиной и др.)
- Учебно-полевая практика по геологии на I курсе // Там же. Владимир. С. 35-42.

1986.
- Методические рекомендации к лабораторным занятиям по геологии (для студентов биолого-химического факультета). Владимир. 40 с.
- Об оценке редкости исчезающих видов растений и возможности их культивирования во Владимирской области // Особенности развития редких растений при культивировании в центре европейской части СССР. М. С. 17-19.
- Памятники природы и охраняемые территории // Использование и охрана природных ресурсов Владимирской области. М. С. 47-59. (Совместно с Р. Е. Азбукиной и др.)
- Растительность // Там же. С. 17-27.

1987.
- Методические рекомендации по организации и использованию экологических троп. Владимир. 27 с. (Совместно с Р. Е. Азбукиной, И. И. Бабиковой.)

### 1990-е
1990.
- Методические рекомендации к лабораторным занятиям по ботанике для факультета начальных классов. Владимир. 27 с. (Совместно с В. Б. Кулиш.)
- Методические указания к полевой практике по ботанике. Владимир. 47 с. (Совместно с Р. Е. Азбукиной и др.)
- Основные экологические проблемы Владимирской области: (Методическая разработка в помощь лектору). Владимир. 25 с.
- Практикум по разработке педагогических программных средств для средней школы: Учеб. пособие к спецпрактикуму для студентов пед. ин-тов по ест.-мат. спец. / Под ред. В. Д. Степанова. М. 79 с. (Совместно с В. Н. Корнеевым и др.)

1991.
- Методические указания к изучению курса систематики высших растений. Архегониальные растения. Владимир. 35 с.

1992.
- Методические указания к изучению курса систематики высших растений. Цветковые растения. Владимир. 40 с.

1993.
- Экологическая обстановка во Владимире в 1992 году. Климат, воздух, вода, почва, радиация, озеленение / Под ред. М. В. Ольшевского. Владимир. 48 с. (Совместно с Н. В. Антоновой и др.)

1994.
- Охраняемые природные территории Владимирской области: Учеб. пособие. Владимир. 41 с. (Совместно с Г. В. Есяковой.)
- Природные районы Владимирской области (из учебного пособия «География Владимирской области») // Экологический вест. Владимирской области. Ежеквартальный информационно-справочный бюл. № 2. Владимир. С. 28-37.
- Растительные ресурсы Владимирской области, их рациональное использование и охрана // Экология Владимирского региона: Тез. докл. науч.-практ. конф. 1-3 февр. 1994 г. Владимир / Под ред. М. В. Ольшевского. Владимир. С. 85-86.

1995.
- Биологические ресурсы (грибы, растительный и животный мир, их состояние и охрана). Общая характеристика // О состоянии окружающей среды и здоровья населения во Владимирской области в 1994 году: Ежегодный докл. / Под ред. В. М. Вильдяева. Владимир. С. 99-104. (Совместно с Л. Л. Кузьминым.)
- «Здесь русский дух…» О природных достопримечательностях города // Владимир: литературно-художественный и краеведческий сб. Владимир. С. 185—194. (Совместно с М. П. Шиловым.)
- Методические рекомендации к изучению тем «Минералы» и «Горные породы». Владимир. 20 с. (Совместно с Н. В. Цветаевой.)
- О распространении некоторых редких видов растений в районе Окско-Цнинского вала // Флористические исследования в Центральной России: Материалы науч. конф. «Флора Центральной России». Липецк, 1-3 февр. 1995 г. / Под ред. В. Н. Тихомирова. М. С. 54-55. (Совместно с И. В. Вахромеевым, А. А. Линьковым.)
- Об изменениях в списке охраняемых видов растений Владимирской области // Там же. С. 57-58.

1996.
- Биологические ресурсы (грибы, растительный и животный мир, их состояние и охрана). Общая характеристика // О состоянии окружающей среды и здоровья населения во Владимирской области в 1995 году: Ежегодный докл. / Под ред. В. М. Вильдяева. Владимир. С. 130—133. (Совместно с Л. Л. Кузьминым.)
- География Владимирской области: Учеб. пособие для уч-ся 8 и 9-х классов. Владимир. 125 с. (Совместно с И. А. Карловичем и др.)
- Заслуженный деятель науки Российской Федерации П. Д. Ярошенко — видный русский геоботаник и эколог (к 90-летию со дня рождения) // Экология и охрана окружающей среды: Тез. докл. 3-й Международной и 6-й Всероссийской науч.-практ. конф. Посвящается 90-летию П. Д. Ярошенко. 26-28 сент. 1996 г. / Под общ. ред. Г. А. Веселкина и В. М. Вильдяева. Владимир. С. 15-17. (Совместно с Р. Е. Азбукиной, А. Ф. Скрипченко.)
- Комплексность лесной растительности как показатель антропогенного воздействия // Там же. С. 188—190.
- Состояние природно-исторической среды города Владимира и пути её оптимизации // Геоэкологические проблемы устойчивого развития городской среды (11-13 сент. 1996 г.): Тез. докл. Воронеж. (Совместно с М. П. Шиловым, В. Ф. Брылевым.)

1997.
- Основы экологической культуры (программа, тематическое планирование, самостоятельная работа студентов). Владимир. 10 с. (Совместно с Л. Л. Кузьминым, В. В. Пустохановым.)
- Павел Дионисьевич Ярошенко как геоботаник. К 90-летию со дня рождения // Бот. журн. Т. 82, № 12. С. 125—135. (Совместно с А. Ф. Скрипченко.)

1998.
- Владимирское общество любителей естествознания как организатор изучения природы Владимирской губернии // Материалы обл. краеведческой конф. (5 июня 1998 г.). Владимир. С. 180—181.

1999.
- Ботанические исследования: Методика проведения школьных флористических и геоботанических изысканий. Владимир. 35 с. (Совместно с И. В. Вахромеевым.)
- Воспитание студентов при изучении родного края // Организация и содержание учебно-воспитательного процесса в педагогическом университете: (Материалы науч.-практ. конф.) Владимир. С. 48-49. (Совместно с В. В. Кузнецовым, О. В. Дубиным.)
- Изучение территории Владимирской области на кафедре географии естественно-географического факультета ВГПУ // Географическое краеведение: Тез. межвуз. науч.-практ. конф. Г. Владимир, 27-28 янв. 1999 г. Владимир. С. 28-29. (Совместно с О. В. Дубиным и др.)
- Освещение местных проблем в школьном курсе географии (на примере Владимирской области) // Там же. С. 99-103.
- О неточностях перевода на русский язык названий некоторых хвойных деревьев // Вест. Владимирск. гос. пед. ун-та. Науч.-метод. журн. Вып. 4. С. 242—244. (Совместно с А. П. Серёгиным.)
- Особенности охраны флоры Муромского района // Региональный компонент в системе школьного образования: Тез. региональной науч.-практ. конф. Владимир, Муром. С. 83-84. (Совместно с А. П. Серёгиным.)
- Роль школьных ботанических исследований в изучении природы родного края // Там же. С. 84-86.
- Особо охраняемые природные территории // О состоянии окружающей природной среды и здоровья населения Владимирской области в 1998 году: Ежегодный докл. Вып. 6 / Под ред. С. А. Алексеева. Владимир. (Совместно с С. А. Алексеевым и др.)

### 2000-е
2000.
- Видовые площадки и линии обзора // Природа Владимира. Записки владимирских краеведов. Сб. 4. Владимир. С. 15-18.
- Деревья-долгожители // Там же. С. 110—117. (Совместно с М. П. Шиловым.)

Зелёный мир старых Владимирских кладбищ // Там же. С. 117—121.
- К проблеме охраны зеленых насаждений Владимира // Там же. С. 137—138.

Лесопарки, парки, скверы, бульвары // Там же. С. 75-97. (Совместно с М. П. Шиловым.)
- Экзоты во Владимире // Там же. С. 99-107. (Совместно с М. П. Шиловым.)
- Географическое изучение Владимирской области на естественно-географическом факультете (ЕГФ) ВГПУ // Материалы обл. краеведческой конф. (14 мая 1999 г.). Владимир. С. 52-55. (Совместно с Р. Е. Азбукиной и др.)
- «Ямской лес» в работах владимирских краеведов // Там же. С. 44-48.
- Загородный парк г. Владимира и его окрестности как экскурсионный объект // Географическое краеведение в школе и в ВУЗе: Материалы Всеросс. науч.-практ. конф., г. Владимир, 24-25 янв. 2000 г. Владимир. С. 170—173. (Совместно с Р. Е. Азбукиной и др.)
- Лесопарк «Дружба» — памятник природы // Там же. С. 175—178. (Совместно с Р. Е. Азбукиной и др.)
- Флористические находки в Дюкинском карьере (Владимирская область) // Там же. С. 173—174.
- Итоги ботанических исследований в 1999 году в Судогодском районе // Флора Владимирской области: Сб. науч. статей / Под ред. И. В. Вахромеева. Владимир. С. 59-65.
- Итоги первого этапа программы «Флора Владимирской области» // Там же. С. 5-18. (Совместно с И. В. Вахромеевым и др.)
- Редкие и исчезающие растения в окрестностях города Владимира // Там же. С. 65-73. (Совместно с А. П. Серёгиным, М. П. Шиловым.)
- Флора легендарных озёр // Там же. С. 73-77. (Совместно с Р. Е. Азбукиной и др.)
- Некоторые направления экологического образования, осуществляемые кафедрой ботаники Владимирского государственного педагогического университета // Экология и образование: По материалам региональной науч.-практ. конф., Орехово-Зуево, 28 апр. 2000 г. Орехово-Зуево. С. 124—125.
- Рабочая тетрадь по географии Владимирской области. М. 15 с. (Совместно с В. В. Кузнецовым и др.)
- Учебные материалы по географии Владимирской области для учащихся 8-9 классов / Под ред. В. В. Кузнецова и О. В. Гаврилова. М. 37 с. (Совместно с В. В. Кузнецовым и др.)

2001.
- Влияние условий выращивания гладиолусов на их цветение и вегетативное размножение // Пришкольный учебно-опытный участок. Владимир. С. 19-22. (Совместно с А. Ф. Скрипченко.)
- Методика оформления исследовательской работы // Там же. С. 80-81.
- Общие указания к организации опытнической работы на пришкольном учебно-опытном участке // Там же. С. 79-80. (совместно с В. Б. Кулиш.)
- Производство лесных культур сеянцами и саженцами // Там же. С. 27-29.
- Учебная экологическая тропа: методика её организации и использования // Там же. С. 82-88. (Совместно с Р. Е. Азбукиной.)
- Экологический отдел пришкольного учебно-опытного участка // Там же. С. 30-32. (Совместно с Р. Е. Азбукиной и др.)
- Дендрологическая ценность зеленых насаждений студгородка Владимирского педуниверситета // Географическое краеведение: Материалы III Всеросс. науч.-практ. конф. Владимир.
- Плакат № 3. Растительный мир Владимирской области // Комплект настенных материалов по географии Владимирской области / Под ред. В. В. Кузнецова и О. В. Гаврилова. М.
- Плакат № 8. Экологическая обстановка // Комплект настенных материалов по географии Владимирской области / Под ред. В. В. Кузнецова и О. В. Гаврилова. М. (Совместно с О. В. Гавриловым и др.)

2002.
- Комплекс учебно-методических пособий по курсу «География Владимирской области» // Географическое краеведение: Материалы IV Всеросс. науч.-практ. конф. по географическому краеведению. 24-26 янв. 2002 г., Александров. Владимир. С. 69-70. (Совместно с В. В. Кузнецовым и др.)
- Некоторые подходы к изучению флоры Владимирской области // Там же. С. 156—158.
- Новые редкие растения Владимирской области // Бот. журн. Т. 87, № 1. С. 128—130. (Совместно с И. В. Вахромеевым, А. А. Линьковым.)
- Образовательная экологическая среда г. Владимира и её оптимизация // Материалы обл. краеведческой конф. «Город Владимир. Век XX» (20 апр. 2001 г.). Владимир. С. 43-50. (Совместно с М. П. Шиловым.)
- Экологический каркас г. Владимира // Там же. С. 36-40. (Совместно с В. Ф. Брылевым, М. П. Шиловым.)
- Старицы р. Клязьма как местообитания сосудистых растений, охраняемых во Владимирской области // Экология речных бассейнов: Тр. 2-й Международной науч.-практ. конф. / Под общ. ред. Т. А. Трифоновой. Владимир. С. 124—126. (Совместно с А. П. Серёгиным.)
- Ярошенко Павел Дионисьевич // Владимирская энциклопедия: Биобиблиографический словарь. Владимир. С. 510—511. (Совместно с М. П. Шиловым.)

2003.
- Ботанические экскурсии в окрестностях г. Владимира // Краеведение: методика преподавания и результаты научных исследований: Сб. науч. тр. Владимир. С. 141—147. (Совместно с Р. Е. Азбукиной, В. Б. Кулиш.)
- География Владимирской области: Учеб. пособие для 8—9 классов. М. (Совместно с В. В. Кузнецовым и др.)
- Рабочая тетрадь по географии Владимирской области для учащихся 8—9 классов. М. (Совместно с В. В. Кузнецовым и др.)